# فيكتور سكفورتوف
فيكتور سكفورتوف (مواليد 20 مارس 1988) هو لاعب جودو إماراتي-مولدوفي المولد،شارك في أولمبياد 2016 و2020.